# اندیس جلیزجند
جلیزجند یک اندیس مصالح ساختمانی است که در حوالی شهر فیروزآباد استان تهران قرار دارد و مادهٔ معدنی موجود در آن، سنگ آهک است.  